# Hamburger Schule
De Hamburger Schule (De Hamburg School voor Astrologie) is ontstaan in Hamburg, Duitsland, en draaide rond het onderzoek en de leer van astroloog en amateurastronoom Alfred Witte. De term Hamburger Schule ontstond in 1923 op het tweede Duitse Astrologisch congres in Leipzig, waar de astronoom/astroloog dr. Wilhelm Hartmann aan deelnam. Deze astrologische school maakt deel uit van de zogenaamde Uranische astrologie, die gebruikmaakt van de nieuw ontdekte planeten voorbij Saturnus, en van hypothetische planeten.

## Regelwerk für Planetenbilder
Vroege studenten van Alfred Witte waren Sieggrün Friedrich en Ludwig Rudolph. In zijn onderzoek naar Pluto stelde Witte dat er nog vier planeten voorbij Pluto lagen, en Sieggrün deed daar nog eens vier bovenop in het gebied voorbij Neptunus, de 'transneptuniaanse' hemellichamen. Ludwig Rudolph publiceerde Witte's bevindingen in 'Regelwerk für Planetenbilder' uit 1932. De Hamburger Schule besteedde naast het gebruik van de extra planeten vooral veel aandacht aan de theorie van de midpunten.
Witte en Rudolph werden onder het naziregime vervolgd door de Gestapo als vijanden van het Derde Rijk. Alfred Witte pleegde zelfmoord voor hij naar een concentratiekamp zou worden afgevoerd. Rudolph daarentegen werd geïnterneerd. Het boek over de Planeetbilder werd verboden en verbrand door de nazi's.

## Latere ontwikkelingen
Reinhold Ebertin, die de methodes van de Hamburger Schule had bestudeerd, behield de kern van deze astrologische leer, verliet wel de extra planeten en doopte zijn versie van de Uranische astrologie 'Kosmobiologie'. In 1940 publiceerde hij zijn werk 'De Combinatie van Planeetinvloeden'.

## Kenmerken
De opvallendste kenmerken van de Uranische astrologie van Witte, en van de latere kosmobiologie van Ebertin waren de volgende:
- geen gebruik van de 12 traditionele 'huizen' en hun heersers
- introductie van midpunten[1]
- het gebruik van 'harmonics', waarbij een aantal aspecten worden uitgelicht en duidelijker tevoorschijn komen in de horoscooptekening
- meer nadruk op planeetbeelden, dit zijn groeperingen van planeten in de horoscoop
- focus van de astrologie op voorspellingen
- focus op medische astrologie (vooral later door Ebertin, die dokter was)
- een claim van wetenschappelijkheid

## Tabel met transneptuniaanse objecten
| Naam | OP1   | AU2  | Bron        | Vroegere data                               |
| --- | ----- | ---- | ----------- | ------------------------------------------- |
| Cupido | 262.5 | 41.0 | Witte/Neely | 262.5 geschat door Witte in 1923            |
| Hades | 360.6 | 50.7 | Witte/Neely | 360.66 geschat door Witte in 1924           |
| Zeus | 455.6 | 59.2 | Witte/Neely | 455.6 geschat door Witte                    |
| Kronos | 521.8 | 64.8 | Witte/Neely | 521.8 geschat door Witte in 1924            |
| Apollon | 589.4 | 70.4 | Neely       | eerder geschat op 576 door Sieggrün         |
| Admetos | 631.7 | 73.7 | Neely       | eerder geschat op 617 door Sieggrün         |
| Vulcanus | 679.0 | 77.4 | Neely       | eerder geschat op 663 door Sieggrün         |
| Poseidon | 765.3 | 83.5 | Neely       | eerder geschat op 745 door Sieggrün in 1934 |
| 1 OP=Orbital/Revolutionary Period in years, Omloopperiode in jaren, afgerond tot op 1e decimaal 2 AU=Distance from Sun in Astronomical Units, Afstand van de zon in Astronomische Eenheden, tot op 1e decimaal |       |      |             |                                             |